# Conioscinella hinkleyi
Conioscinella hinkleyi är en tvåvingeart som först beskrevs av Malloch 1915.  Conioscinella hinkleyi ingår i släktet Conioscinella och familjen fritflugor. Inga underarter finns listade i Catalogue of Life.